# A4 (motorväg, Frankrike)

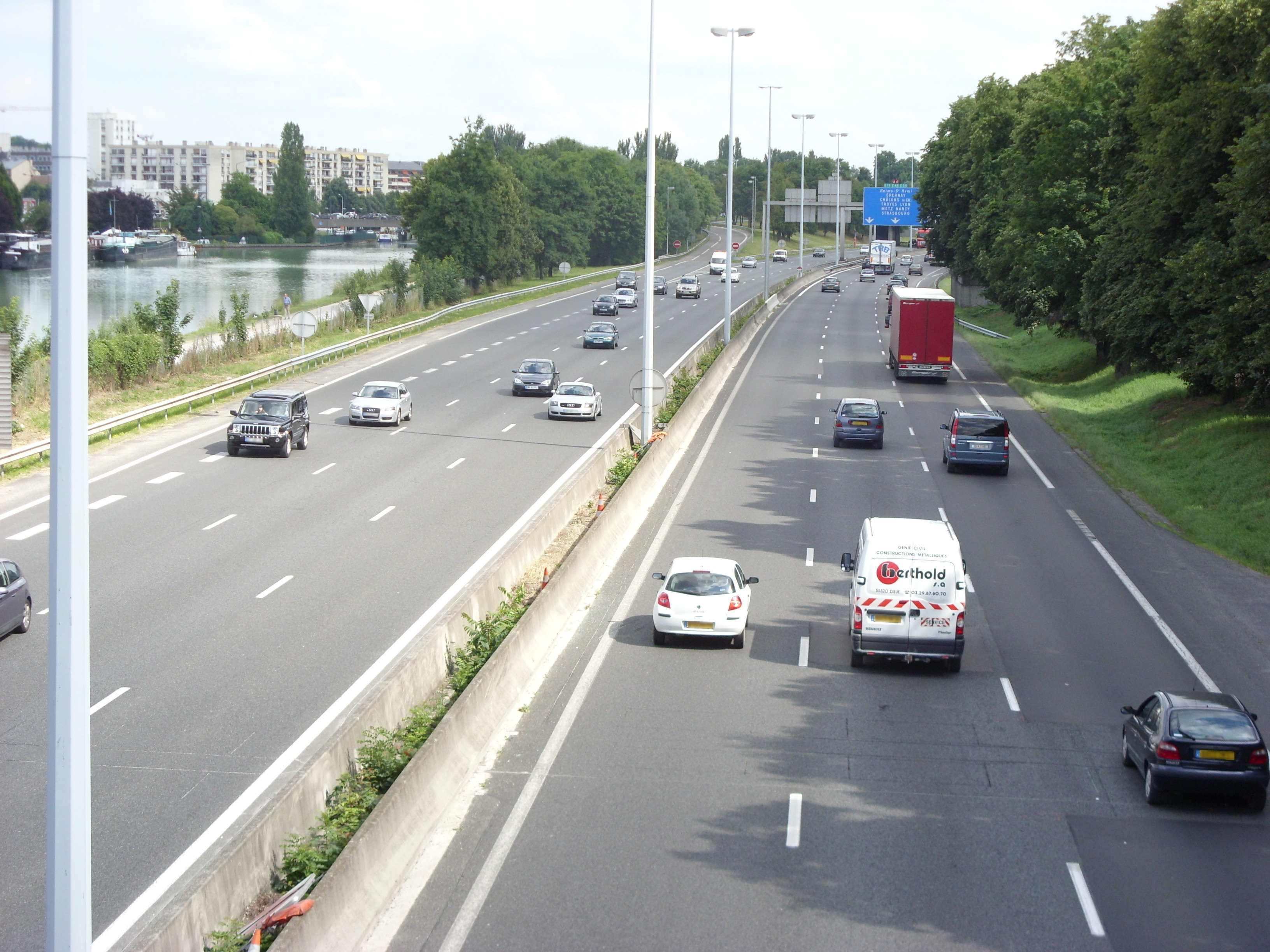

A4, motorväg i Frankrike, 480 km lång, vilken sträcker sig österut från Paris till Strasbourg vid den tyska gränsen. Strax efter sin början, vilken är vid den sydöstra delen av ringvägen kring Paris, Boulevard Périphérique vid Porte de Bercy, går A4 genom Marne-la-Vallée med Val d'Europe och Disneyland Paris efter cirka 35 km. Strax därefter dyker den första vägtullstationen upp och den fria motorvägen övergår i betalväg för huvuddelen av sträckan till Strasbourg.
Efter att ha passerat Marne-la-Vallée, vilket i huvudsak ligger i departementet Seine-et-Marne, som i sin tur till sin utsträckning i stort är sett synonymt med den historiska regionen Brie, kommer A4 in i regionen Champagne-Ardenne där den passerar genom staden Reims. Sedan följer regionen Lorraine och därefter Alsace.
Ett kännetecken för A4 är de många vägtullstationerna. Exempelvis kan man köra från Paris till Marseille och bara betala en gång, medan man på sträckan Paris till Strasbourg får betala omkring 6 gånger, vilket av många uppfattas som irriterande, speciellt vid semestertider då köerna vid vägtullstationerna kan vara väldigt långa.
Ett gratis alternativ till betalmotorvägen för sträckan Paris - Strasbourg är Route National 4 (N4). Körsträckan blir då ca 35 km kortare och man slipper vägtullarna. Körtiden blir dock drygt 2 timmar längre och säkerheten lägre då Route National långa sträckor har mötande trafik.